# Fosfolipasa

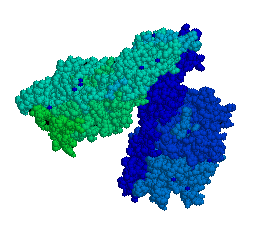
Fosfolipasa A2

Las fosfolipasas son una clase de enzimas que hidrolizan los enlaces éster presentes en los fosfolípidos. 

## Clasificación

Sitios hidrolizados por las fosfolipasas A_{1}, A_{2}, C y D. La fosfolipasa B hidroliza tanto los sitios de A_{1} como de A_{2}.

Dependiendo del enlace éster que escinden se clasifican como A1, A2, B, C o D. Las fosfolipasas C y D son consideradas fosfodiesterasas.

### Fosfolipasa A1
Las fosfolipasas A1 hidrolizan el enlace éster entre el primer acilo y el glicerol.

### Fosfolipasa A2
Las fosfolipasas A2 hidrolizan el enlace éster entre el segundo acilo y el glicerol.

### Fosfolipasa B
Las fosfolipasas B hidrolizan el enlace éster del primer acilo y del segundo acilo con el glicerol.

### Fosfolipasa C
Las fosfolipasas C hidrolizan el enlace éster entre el glicerol y el grupo fosfato.

### Fosfolipasa D
Las fosfolipasas D hidrolizan el enlace éster entre el fosfato y el grupo variable.